# Xyris mantuensis
Xyris mantuensis là một loài thực vật hạt kín trong họ Hoàng đầu. Loài này được Urquiola & Kral miêu tả khoa học đầu tiên năm 1996.